# ساهر الليل (مسلسل)
ساهر الليل، مسلسل تلفزيوني كويتي أنتج وعرض في عام 2010، كتبه فهد العليوه وأخرجه محمد دحام الشمري.

## قصة المسلسل
تدور أحداث العمل في الكويت في نهاية ستينيات وبداية سبعينات القرن العشرين من خلال ثلاثة أسر هي «أسرة عيسى» الأرمل وبناته الثلاث، و«أسرة عبد المحسن» وزوجته شقيقة عيسى «عواطف»، وأسرة «أبو وليد» وزوجته وأبنائه الثلاث. ومن خلال هذه الأسر تدور الأحداث وتتداخل، حيث تحصل قصة حب بين «نواف» ابن «أبو وليد» مع «دلال» ابنه «عبد المحسن» عندما يتعرفان على بعض في الجامعة، كما تحصل قصة حب أخرى بين «ناصر» ابن «أبو وليد» الآخر و«لولوة» ابنه «عيسى».

## الفنانون المشاركون بالعمل
- جاسم النبهان .. في دور عيسى.
- حسين المنصور .. في دور عبد المحسن.
- باسمة حمادة .. في دور عواطف.
- فاطمة الحوسني .. في دور أم وليد.
- محمود بوشهري .. في دور نواف.
- عبد الله بوشهري .. في دور ناصر.
- هيا عبد السلام .. في دور لولوة.
- صمود .. في دور دلال.
- عبد الله التركماني .. في دور وليد.
- جواهر .. في دور شيخة.
- فؤاد علي .. في دور فهد.
- عبد المحسن القفاص .. في دور خليفة.
- أفراح .. في دور طيبة.
- فرح الهادي .. في دور نورة.
- فاطمة الطباخ .. في دور جميلة.
- حسين المهدي .. في دور جراح.
- أحمد الهزيم .. في دور أبو وليد.
- يوسف البلوشي .. في دور علي

- ليلى عبد الله•• كومبارس في دور ليلى